# Municipio de Jackson (condado de Keokuk)
El municipio de Jackson (en inglés: Jackson Township) es un municipio ubicado en el condado de Keokuk en el estado estadounidense de Iowa. En el año 2010 tenía una población de 510 habitantes y una densidad poblacional de 5,93 personas por km².

## Geografía
El municipio de Jackson se encuentra ubicado en las coordenadas 41°12′8″N 92°6′51″O / 41.20222, -92.11417. Según la Oficina del Censo de los Estados Unidos, el municipio tiene una superficie total de 86.07 km², de la cual 86,03 km² corresponden a tierra firme y (0,04 %) 0,03 km² es agua.

## Demografía
Según el censo de 2010, había 510 personas residiendo en el municipio de Jackson. La densidad de población era de 5,93 hab./km². De los 510 habitantes, el municipio de Jackson estaba compuesto por el 97,84 % blancos, el 0,39 % eran afroamericanos, el 0,2 % eran asiáticos, el 1,18 % eran de otras razas y el 0,39 % eran de una mezcla de razas. Del total de la población el 1,76 % eran hispanos o latinos de cualquier raza.